# Борота, Петар
Пе́тар Бо́рота (серб. Petar Borota; 5 марта 1953 — 12 февраля 2010) — югославский футбольный вратарь, известный по выступлениям за белградский ОФК и лондонский «Челси». Кроме своих вратарских навыков, Борота был также известен эксцентричным стилем игры.

## Биография
Начал профессиональную футбольную карьеру в ОФК в 1969 году, провёл 8 матчей за клуб в конце сезона. Впоследствии закрепился в основном составе клуба, вызывался в молодёжную сборную Югославии.
В 1975 году заключил соглашение о переходе в белградский клуб «Партизан». Перед переходом в новый клуб Борота прошёл срочную службу в рядах ЮНА, что заставило его пропустить целый сезон югославского чемпионата.
Петар Борота присоединился к «Партизану» лишь в конце 1976 года, когда чемпионат Югославии уже был в разгаре. Несмотря на это, 23-летний голкипер провёл 27 матчей за сезон и в дальнейшем был основным вратарём команды. В это время он привлекался в состав сборной СФРЮ.
В марте 1979 года 26-летний голкипер перешёл в лондонский «Челси», в то время балансировавший на грани вылета из Первого английского дивизиона, за сумму в 70 тысяч фунтов стерлингов и сумел вытеснить из основного состава ветерана Питера Бонетти. Дебют Бороты пришёлся на матч с лидером чемпионата — «Ливерпулем», где «синие» смогли добиться ничьей 0:0. По итогам сезона, однако, клуб Бороты вылетел в низший по уровню дивизион и вернулся обратно лишь по итогам сезона 1983/84, когда Борота уже покинул клуб. Всего же за «Челси» Борота провёл 114 матчей; в 36 из них он оставлял ворота «на замке». В 1981 году он был признан лучшим игроком клуба по итогам сезона, в котором провёл 16 «сухих» матчей.
Также голкипер запомнился болельщикам нестандартными действиями во время матчей, в частности, дриблингом против игроков соперника.
В 1982 году голкипер перешёл в «Брентфорд», за который сыграть ему не удалось. Более удачным оказалось выступление в Португалии, где Борота провёл в общей сложности более 20 матчей за 2 года в составе «Портимоненсе» и «Боавишты», в которой Борота завершил профессиональную карьеру в 1986 году.

## Занятия живописью
Кроме футбола Петар занимался абстрактной живописью. Его полотна демонстрировались на различных выставках. В 1994 году художница Рая Йованович опознала в одной из картин футболиста свою работу, похищенную у неё несколькими годами ранее. Борота был обвинён в краже произведения искусства и осуждён на 6 месяцев тюрьмы. После выхода из тюрьмы Петер, по совету своих друзей Вуядина Бошкова и Синишы Михайловича, переехал на постоянное место жительства в Геную.

## Смерть
Скончался 12 февраля 2010 года в Генуе после тяжёлой болезни, в возрасте 56 лет. Похоронен на белградском Новом кладбище.

## Достижения
Командные
«Партизан»
- Чемпион Югославии (1): 1977/78

Личные
- Игрок года по версии болельщиков «Челси» (1): 1981